# Кучумбетовское муниципальное образование
Кучумбетовское муниципальное образование — сельское поселение в составе Перелюбского района Саратовской области. Административный центр — село Кучумбетово. На территории поселения находятся 4 населённых пункта — 3 села, 1 деревня.

## Население
| 2010 | 2011 | 2012 | 2013 | 2014 | 2015 | 2016 |
| ---- | ---- | ---- | ---- | ---- | ---- | ---- |
| 661  | ↘660 | ↘634 | ↘619 | ↘608 | ↘586 | ↘583 |
| 2017 | 2018 | 2019 | 2020 | 2021 |      |      |
| ↗590 | ↘570 | ↘537 | ↘535 | ↘387 |      |      |

## Состав сельского поселения
| № | Населённый пункт | Тип населённого пункта       | Население |
| - | ---------------- | ---------------------------- | --------- |
| 1 | Алексеевка       | село                         | 3         |
| 2 | Кучумбетово      | село, административный центр | ↘266      |
| 3 | Николаевка       | деревня                      | ↘178      |
| 4 | Холманка         | село                         | ↘214      |